# Kemnade International
Das Festival Kemnade International war ein Musik- und Kulturfestival, das von 1974 bis 2009 regelmäßig auf der Wasserburg Kemnade in Hattingen stattfand. Ziel des Festivals war es, ausländische Arbeitnehmer in Deutschland einzubinden. Vermutlich war es das erste Festival in Deutschland, das „Gastarbeiter“ beteiligte. Ab 1975 wurde es viele Jahre mit Fachtagungen und Expertengesprächen zur Lage der in Deutschland lebend Ausländer begleitet. Im Kulturhauptstadtjahr 2010 gab es eine reduzierte Version am Ufer des Kemnader Sees. Die Nachfolge-Veranstaltung Ruhr International – Das Festival der Kulturen findet seit 2012 in und an der Jahrhunderthalle in Bochum statt.

## Geschichte
Das erste Festival Kemnade International fand vom 28. bis 30. Juni 1974 mit 12.000 Teilnehmern statt. Es wurde teils noch als „Gastarbeiterfest“ bezeichnet und hatte den provokanten Titel: „Wir sind Menschen – Sie auch?“. Schirmherr war Ministerpräsident Heinz Kühn.
Das multikulturelle Festival wurde vom Museum Bochum und dem Sozialamt auf dem Gelände der Wasserburg Haus Kemnade veranstaltet. Die Burg liegt zwar auf Hattinger Stadtgebiet, befindet sich aber seit 1921 im Besitz der Stadt Bochum. Später beteiligte sich auch das Kulturamt der Stadt Hattingen und das Solidaritätskomitee „Ausländer in der Bundesrepublik Deutschland“ sowie verschiedene Ausländerorganisationen an dem Fest. Es waren teilweise bis zu 1000 Mitwirkende an dem Fest beteiligt. Hier bot sich die Gelegenheit für die Bochum lebenden ausländischen Arbeitnehmer, Schüler und Studenten auf dem mehrtägigen Festival vorzustellen.
Für die Gründung des Festivals war der tschechisch-deutsche Kunsthistoriker und Leiter des städtischen Kunstmuseums, Peter Spielmann maßgeblich verantwortlich. Es entwickelte sich unter seiner Leitung zu einem prägenden Kulturfestival. In seiner Eröffnungsrede stellte er das Konzept vor: „Ich eröffne unsere Experiment-Veranstaltung. Wir sollen uns hier treffen und uns gemeinsam kennenlernen und miteinander sprechen über die nationalen, sprachlichen, religiösen Grenzen. Wir wollen gegenseitig die Kultur kennenlernen, weil die den Menschen prägt, aber auch durch ihn und seine Mentalität geprägt ist. Wir wollen aber auch über alle Probleme miteinander sprechen, die uns im täglichen Leben manchmal sehr unangenehm und schmerzlich berühren.“ 1996 erhielt Spielmann für diesen „Beitrag zur Völkerverständigung“ – wie es in der Begründung hieß – das Bundesverdienstkreuz.
Bei der zweiten Auflage des Festivals 1975 wurden die ersten Erfahrungen von 1974 in die Planung einbezogen. Dazu gehörte die ein Jahr vorher vermissten politischen Aspekte. Es fand zeitgleich im Kunstmuseum ein erster Ausländerkongress statt. Auch gab es dort Ausstellungen von gezeigt, unter anderem eine Fotoausstellung „Sonntags in einem Gastarbeiterlager“ welche „Impressionen zwischen Hoffnung und Trostlosigkeit“ zeigte. In Rahmen einer Auseinandersetzung bei einer Diskussion auf der Wasserburg verließ der Präsident des Landesarbeitsamtes, Degen, die Bühne. Ein anderes Beispiel war der Saz-Spieler Hüsnü Isik, der bereits 1974 dabei war, und dessen Auftritt mit viel Applaus belohnt wurde, der aber der Ausreise mit seiner Familie wegen einer erloschenen Aufenthaltsgenehmigung entgegensah. In späteren Jahren trat er wieder oft in Bochum auf, bei Kemnade International war er fast jedes Mal auf der Bühne.
Kemnade 76 International stand schon auf der Streichliste des städtischen Haushaltes, Mittel konnten aber dann doch im Februar 1976 freigegeben werden. Der Etat lag bei 65.000 DM, von denen 10.000 DM Landesmittel waren. Ein Antrag der CDU, den größten Teil der Mittel, über 60.000 DM ausschließlich an den folkloristischen Teil des Programmes zu binden, kam über einen Antrag im Kulturausschuss nicht hinaus. Der Verwaltungsbericht der Stadt Bochum von 1976 listet einen folkloristischen Teil (27 Gruppen und Einzelpersonen aus neun Nationen, zwei Theatergruppen), einen politisch-informellen Teil (Podiumsdiskussionen über Bildung, Erziehung und Chancen auf dem Arbeitsmarkt von ausländischen Kindern und Jugendlichen, Ausstellungen zur Lage der ausländischen Arbeitnehmer) und den Punkt Küchen (19 Küchen vertreten mit Spezialitäten aus zehn Ländern) auf. Die Dokumentationen der Expertenkonferenzen wurden teilweise bundesweit verschickt.
Um einer Konsum-Erwartungshaltung wider zulaufen, wurde das Programm 1977 noch erweiterte. Es gab zum ersten Mal keinen kommerziellen Anbieter. Auf fünf Bühnen fanden die Programmblöcke zeitgleich statt, sodass sich die Besucher entscheiden musste und in Bewegung blieben. Dabei traten neben Hüsnü Isik oder Frank Baier auch kurdische, spanische, türkische und tschechische Gruppen zum Teil mehrfach an dem Wochenende auf. Am Bauernhausmuseum gab es das erste Mal einen „internationalen Kindergarten“ zur Betreuung der Besucherkinder. Programmpunkte wie Filme und eine Ausstellung zu ausländischen Briefmarken rundeten das Programm ab.
Aus den Mitschnitten des Jahres 1978 wurde eine Schallplatte „Kemnade Live. Mitschnitte vom 5. Ausländerfestival Kemnade International am 23., 24. und 25. Juni 1978 auf der Wasserburg Kemnade“ produziert und bei dem Fest ein Jahr später verkauft.
Die zum Festival gehörende Fachtagung wurde 1983 zum ersten Mal öffentlich, und nicht als geschlossene Fachtagung geführt. Neben verschiedensten Teilnehmern war auch die Bundesbeauftragte für Ausländerfragen Liselotte Funcke anwesend.
In der Zeit der Probleme um Kemnade International wurde das Fest 1996 mit einem Jahr Verspätung veranstaltet. Aufgrund von einer unglücklichen Planung kam es zu Überschneidung mit anderen Veranstaltungen (Stadtparkfest, Einweihung der neuen Hauptfeuerwehrwache, Gratiskonzert der Bochumer Symphoniker, Finale der Fußball-Europameisterschaft sowie zeitgleich mit dem kostenlosen Festival „Folk in Schlosspark“ in Herten), welche mit erhöhten Eintrittspreisen 1996 wahrscheinlich ein Grund für geringe Besucherzahlen war.
Die Diskussionen und Probleme in den 1990er führten auch zu einer Neuausrichtung des Festivals ab 2001.
Im Kulturhauptstadtjahr Ruhr.2010 fand das Festival nicht in der Wasserburg, sondern unter dem Namen „3 Ufer - 1 Fest“ am nahe gelegenen Kemnader Stausee statt. Dafür sollte das 2011 stattfindende Fest verschoben werden, da aufgrund des Kulturhauptstadtjahres es 2010 eine Sonderedition geben sollte. Durch fehlende Haushaltsmittel stand die Planung allerdings auf der Kippe. Das Festival selbst ging nur zwei Tage und fand am Bootshaus Oveney statt. Am Freitagabend gab es aber beim zeitgleich stattfinden Zeltfestival Ruhr eine Auftaktveranstaltung sowie eine Diskussionsrunde auf dem Haus Kemnade.
Aufgrund von Sicherheitsauflagen für Veranstaltungen nach dem Unglück bei der Loveparade 2010 im Kulturhauptstadtjahr konnte das Festival nicht mehr in der Wasserburg stattfinden.
Die Nachfolge-Veranstaltung Ruhr International – Das Festival der Kulturen fand 2012 das erste Mal an und in der Jahrhunderthalle statt.
Bei dem Festival Ruhr International im Jahr 2024 soll an die Gründung von Kemnade International vor 50 Jahren erinnert werden.

## Liste der Festivals Kemnade International
| Nr. | Datum                    | Motto                                                                                 | Teilnehmer | Notiz | Quellen                    |
| --- | ------------------------ | ------------------------------------------------------------------------------------- | ---------- | --- | -------------------------- |
| 1.  | 28. bis 30. Juni 1974    | Wir sind Menschen – Sie auch?                                                         | 12.000     | | [ 1 ] [ 27 ]               |
| 2.  | 27. bis 29. Juni 1975    | Wir sind noch da!                                                                     | 25.000     | Unter Beteiligung des WDR und des AStA der Ruhr-Universität. Gleichzeitiger Ausländerkongress im Kunstmuseum.                                                                     | [ 28 ] [ 6 ]               |
| 3.  | 25. bis 27. Juni 1976    | Gemeinsam weiter                                                                      | 32.000     | Unter Beteiligung des WDR. | [ 12 ]                     |
| 4.  | 26. bis 26. Juni 1977    | Gemeinsam weiter                                                                      | 40.000     | Mit einem ersten „internationalen Kindergarten“ zur Betreuung der Besucherkinder.                                                                                                 | [ 2 ] [ 29 ]               |
| 5.  | 23. bis 25. Juni 1978    | Gemeinsam weiter                                                                      | 40.000     | Ausstellungen u. A. zu Nazim Hikmet und jugoslawischer Volkskunst. | [ 3 ] [ 30 ]               |
| 6.  | 14. bis 17. Juni 1979    | Gemeinsam weiter                                                                      | 50.000     | Das Festival war ein Tag länger. | [ 31 ]                     |
| 7.  | 26. bis 28. Juni 1981    | Gemeinsam weiter. Menschen im Wandel.                                                 | 60.000     | Ab 1981 fand es auf Wunsch von verschiedene Akteuren alle zwei Jahre statt, um eine Verflachung vorzubeugen.                                                                      | [ 32 ] [ 33 ] [ 30 ]       |
| 8.  | 17. bis 19. Juni 1983    | Gemeinsam weiter – für Frieden, Völkerverständigung, gegen Diskriminierung, Rassismus | 80.000     | Veranstaltung wurde auf die Burg reduziert, da die umliegenden Wiesen zum Wasserschutzgebiet gehören.                                                                             | [ 17 ] [ 30 ]              |
| 9.  | 30. Mai bis 1. Juni 1985 | Gemeinsam für den Frieden                                                             | 75.000     | | [ 34 ] [ 30 ]              |
| 10. | 26. bis 28. Juni 1987    | Zusammen leben, gemeinsam entscheiden                                                 | 100.000    | | [ 35 ]                     |
| 11. | 16. bis 18. Juni 1989    | 200 Jahre Freiheit, Gleichheit, Brüderlichkeit?                                       | 80.000     | | [ 36 ]                     |
| 12. | 28. bis 30. Juni 1991    | Unsere Zukunft ist multikulturell – 30 Jahre Migration                                | 80.000     | | [ 37 ]                     |
| 13. | 2. bis 4. Juli 1993      | Die Würde des Menschen ist antastbar – Erinnere Dich!                                 | 80.000     | | [ 38 ] [ 39 ]              |
| 14. | 28. bis 30. Juni 1996    | Für ein offenes Europa                                                                |            | Es fand mit einem Jahr Verspätung statt. Mit Sons of Gastarbeita, Microphone Mafia und Şivan Perwer. Aufgrund ungünstiger zeitlicher Lage kam nur eine geringe Zahl an Besuchern. | [ 40 ] [ 41 ] [ 42 ]       |
| 15. | 28. bis 30. August 1998  |                                                                                       |            | |                            |
| 16. | 22. bis 24. Juni 2001    | orient inside                                                                         | 20.000     | Auch mit einem Jahr Verspätung. Mit Askin Nur Yengi, Natacha Atlas und Erkan Ogur. Ein Schwerpunkt galt der Musik aus der Türkei und der türkischen Diaspora in Europa.           | [ 4 ] [ 43 ] [ 44 ] [ 45 ] |
| 17. | 27. bis 29. Juni 2003    | orient meets occident                                                                 | 20.000     | Mit Engin Nursani und Haig Yazdjian. Erstmal ein Gottesdienst mit Vertretern christlicher, islamischer und anderer Religionen.                                                    | [ 46 ] [ 47 ]              |
| 18. | 17. bis 19. Juni 2005    | orient meets occident                                                                 | 20.000     | Mit Djamel Leroussi, Kudsi Ergüner, Rafael Cortés und Fuat Saka. Mit einer Ausstellung zum 30. Jahrestag des Festivals.                                                           | [ 48 ] [ 10 ]              |
| 19. | 15. bis 17. Juni 2007    | Orientation 2010                                                                      | 14.000     | Mit Tapesh 2012. Laut Zeitungsberichten kam es wegen des schlechten Wetter zu den geringen Besucherzahlen.                                                                        | [ 49 ] [ 50 ]              |
| 20. | 19. bis 21. Juni 2009    | Orientation 2010                                                                      | 20.000     | Mit Amsterdam Klezmer Band, Şivan Perwer und Rotfront. | [ 5 ] [ 51 ]               |
| 21. | 3. bis 5. September 2010 | 3 Ufer – 1 Fest                                                                       |            | Veranstaltungsort waren drei Bühnen an den Ufern des Kemnader Sees. Sonderausgabe von Kemnade International zum Kulturhauptstadtjahr 2010.                                        | [ 19 ]                     |